# Goluban
Goluban (Servisch cyrillisch Голубан) is een plaats in de Servische gemeente Sjenica. De plaats telt 42 inwoners (2002).